# Женская сборная Польши по волейболу
Женская сборная команда Польши по волейболу (пол. Reprezentacja Polski w piłce siatkowej kobiet) — национальная команда, представляющая Польшу на международных соревнованиях по волейболу. Впервые создана в 1948 году, управляется Польским волейбольным союзом (PZPS).

## История
Первый международный матч женская сборная Польши провела 14 февраля 1948 года в Варшаве и обыграла волейболисток из Чехословакии со счётом 3:1. В исторической встрече приняли участие Зофья Воевудзкая, Александра Энглисх, Эмилия Щавиньская, Ирена Прушиньская, Мирослава Закшевская, Ядвига Бжеснёвская, Леокадия Качмарчик, Малгожата Фельская, Мелания Синорадзкая, Эльжбета Куртз, руководил командой тренер Валентий Клышейко. 10 февраля 1949 года в рамках чемпионата Европы сборная Польши сыграла свой первый официальный матч, уступив команде СССР в трёх партиях.
В 1950—1960-е годы польская национальная команда стабильно входила в число лидеров мирового волейбола. В этот период она трижды поднималась на пьедестал почёта чемпионатов мира, завоёвывала бронзовые медали на первых двух олимпийских турнирах, однако неизменно уступала в борьбе за первое место законодателям мод того времени — сборным СССР и Японии.
Восемь раз за этот период сборная Польши становилась призёром чемпионатов Европы, но и здесь она традиционно была позади команды СССР, и обычно разыгрывала серебряные или бронзовые медали со сборной Чехословакии. Примечательно, что на восьми чемпионатах Европы, прошедших в период с 1949 по 1971 год, польки брали серебро только в тех случаях, когда обыгрывали чехословацких волейболисток (в 1950, 1963 и 1967 годах), и однажды, когда Чехословакия не участвовала (в 1951 году). При этом были проиграны восемь встреч из восьми с советской командой, но выиграны все 39 матчей с командами из других стран.
Впервые польки едва не нарушили столь жёсткую иерархию в 1958 году. В первом матче финальной группы чемпионата Европы в Праге они едва не обыграли хозяек соревнований, но ведя в пятой, решающей, партии со счётом 6:1 умудрились проиграть 13 очков подряд и со счёта 6:14 смогли лишь сократить отставание, но не взять игру. Перед последним днём турнира подопечные Збигнева Шпыта претендовали на серебро. Для этого необходимо было выиграть у СССР со счётом 3:0 или 3:1. И вновь «бело-красные» упустили верный шанс: они выигрывали 2:0 по сетам, проиграв затем третью партию, в четвёртой упустили победу, ведя 14:12.
На Олимпийских играх 1964 года сборная Польши под руководством Станислава Побурки оказалась единственной командой, сумевшей выиграть партию у легендарной сборной Японии, но до этого в трёх сетах уступила сборной СССР. Спустя четыре года на Олимпиаде в Мехико с новым тренером Бенедиктом Крысиком, польки могли сильно осложнить себе жизнь в первом же матче, когда едва не проиграли южнокорейской команде, но со счёта 0:2 по сетам смогли выиграть матч и в дальнейшем выступали на своём уровне, закономерно проиграв СССР и Японии и победив всех остальных соперниц.
В 1970-е годы результаты польских волейболисток на международных соревнованиях становятся более скромными. Лишь чемпионат Европы 1977 года, проходивший в Финляндии, мог завершиться медальным успехом. Команда Анджея Немчика дошла до полуфинала (это был первый чемпионат, на котором применялась система плей-офф), где проиграла в трёх партиях сборной СССР. В пятисетовом матче за третье место польская сборная уступила венгеркам. Спустя два года на аналогичном турнире во Франции польские девушки, которыми руководил знаменитый тренер Хуберт Вагнер, добившийся ранее выдающихся успехов с мужской сборной, впервые в истории обыграли команду СССР (3:2), но этого им не хватило для выхода из группы. Итогом стало лишь 8-е место.
В период с 1982 по 1999 год сборная Польши пропустила пять чемпионатов мира, а высшим достижением на европейских первенствах явилось 6-е место, занятое в 1997 году на турнире в Чехии.
Человеком, вернувшим сборную из небытия, оказался Анджей Немчик, спустя 25 лет вновь вставший у руля команды и сразу же выигравший титул на чемпионате Европы 2003 года в Турции. Хотя не все фавориты смогли тогда дойти до решающих матчей, убедительная победа «бяло-червоных» в финале над хозяйками первенства со счётом 3:0 (25:17, 25:14, 25:17) не позволяет назвать этот успех случайным. Козырями Польши были дисциплинированная, цепкая игра в защите и вдохновение лидеров. Нападающая Малгожата Глинка стала самым результативным игроком турнира (просто неудержима она была в пятисетовом полуфинале против Германии — 40 очков!), а Магдалена Слива признана организаторами лучшей связующей.
В 2005 году сборная Польши смогла повторить свой успех, победив во всех матчах чемпионата Европы в Хорватии. По захватывающему сценарию прошла полуфинальная игра против россиянок, которую польки смогли выиграть только с 12-го матчбола. Проиграв команде Джованни Капрары первые две партии, в третьей они смогли отыграться со счёта 21:24. Судьба игры решалась на тай-брейке. При счёте 21:20 судья зафиксировал ошибку российского игрока на переходящем мяче и победу команды Немчика. Непросто пришлось польской сборной и в финале против Италии, но она оказалась сильнее — 3:1 (25:23, 27:25, 21:25, 25:18). Самым ценным игроком первенства была названа Дорота Свеневич.
Однако подлинно «золотым» временем начало XXI века для сборной Польши не стало. Успехи в континентальных соревнованиях резко контрастировали с крупными провалами на мировых. Так, после первой победы на чемпионате Европы польки не смогли завоевать путёвку на Олимпиаду в Афинах. Став восьмыми на Кубке мира, они были вынуждены пытать счастье на европейском квалификационном турнире в Баку, где сборная Турции взяла реванш за поражение в решающем матче чемпионата Европы, обыграв полек в полуфинале и тем самым лишив их надежды попасть на Игры. После второго европейского триумфа польская сборная кошмарно провела международный сезон 2006 года: последнее место на Гран-при, стоившее Анджею Немчику поста тренера сборной; ни одной выигранной партии в матчах второго группового этапа чемпионата мира в Японии и итоговая 15-я позиция.
В 2008 году сборная Польши и всё волейбольное сообщество пережили страшную трагедию — от редкой формы лейкемии умерла двукратная чемпионка Европы Агата Мруз. В это время с командой работал авторитетный итальянский специалист Марко Бонитта, но и он не смог добиться стабильности в результатах. Очередной крупный старт вновь завершился серьёзной неудачей: на Олимпийских играх в Пекине (первой Олимпиаде сборной Польши после 40-летнего перерыва) в пяти матчах была одержана всего одна победа над скромной Венесуэлой.
28 февраля 2009 года тренером сборной Польши был назначен Ежи Матляк. Особое внимание было приковано к выступлению на домашнем чемпионате Европы, и команда, в которой впервые за долгие годы не было знаменитых Малгожаты Глинки, Милены Роснер, Марии Ликторас, Катажины Сковроньской, стала бронзовым призёром. Однако этот успех в новом олимпийском цикле оказался единственным. В 2011 году под руководством нового наставника, Алойзия Свидерека, сборная Польши выбыла из борьбы за медали чемпионата Европы на стадии четвертьфинала, а в мае 2012 года уступила сборной Турции в финале европейского олимпийского квалификационного турнира, потеряв шансы пробиться на Олимпийские игры в Лондоне.
В апреле 2013 года сборную Польши принял Пётр Маковский, которому также не удалось добиться прогресса в результатах. На чемпионате Европы польки выбыли после поражения в 1/8 финала от сборной Италии, а в январе 2014 года, несмотря на то, что после определённого перерыва снова оказались в команде такие опытные волейболистки как Малгожата Глинка, Анна Верблиньская, Элеонора Дзенкевич, Изабеля Белцик, Катажина Гайгал, Мариоля Зеник, в ключевом матче третьего отборочного раунда чемпионата мира в Лодзи проиграли бельгийкам со счётом 0:3 и впервые с 1998 года не попали в число участниц финального турнира мирового первенства.
В 2015—2021 годах сборной Польши руководил Яцек Навроцкий. Лучшими результатами команды стали серебряные медали I Европейских игр в Баку (2015), победа во втором дивизионе Гран-при (2017) и 4-е место на домашнем чемпионате Европы (2019), по итогам которого центральная блокирующая Агнешка Конколевская была выбрана в символическую сборную. В январе 2022 года тренером национальной сборной стал итальянец Стефано Лаварини. Под его руководством национальная команда дошла до четвертьфиналов чемпионата мира (2022) и Олимпийских игр в Париже (2024), три раза подряд становилась бронзовым призёром Лиги наций.

## Результаты выступлений

### Олимпийские игры
| \| Год \| И \| В \| П \| С/П \| Место \| \| ----- \| -- \| -- \| -- \| ----- \| ----- \| \| 1964 \| 5 \| 3 \| 2 \| 10:6 \| 3-е \| \| 1968 \| 7 \| 5 \| 2 \| 15:12 \| 3-е \| \| 2008 \| 5 \| 1 \| 4 \| 9:12 \| 9-е \| \| 2024 \| 4 \| 2 \| 2 \| 6:7 \| 6-е \| \| Всего \| 21 \| 11 \| 10 \| 40:37 \| \| |    | 1964: Ядвига Абисяк-Рутковская, Мария Голимовская, Данута Кордачук-Вагнер, Ядвига Марко, Кристина Крупа, Юзефа Ледвиг, Мария Сливка, Кристина Чайковская, Зофья Щенсневская, Кристина Якубовская, запасные: Ханна-Кристина Буш, Барбара Хермель. Тренер — Станислав Побурка. · 1968: Халина Ашкелович, Ванда Веха, Кристина Крупа, Юзефа Ледвиг, Ядвига Марко-Ксёнжек, Кристина Остроменцкая, Эльжбета Пожец, Барбара Хермель-Немчик, Лидия Жмуда-Хмельницкая, Кристина Чайковская, Зофья Щенсневская, Кристина Якубовская. Тренер — Бенедикт Крысик. |    |       |       |
| Год | И  | В | П  | С/П   | Место |
| 1964 | 5  | 3 | 2  | 10:6  | 3-е   |
| 1968 | 7  | 5 | 2  | 15:12 | 3-е   |
| 2008 | 5  | 1 | 4  | 9:12  | 9-е   |
| 2024 | 4  | 2 | 2  | 6:7   | 6-е   |
| Всего | 21 | 11 | 10 | 40:37 |       |

### Чемпионаты мира
| \| Год \| И \| В \| П \| С/П \| Место \| \| ----- \| -- \| -- \| -- \| ------- \| ----- \| \| 1952 \| 7 \| 6 \| 1 \| 18:6 \| 2-е \| \| 1956 \| 11 \| 8 \| 3 \| 28:13 \| 3-е \| \| 1960 \| 7 \| 4 \| 3 \| 14:11 \| 4-е \| \| 1962 \| 8 \| 5 \| 3 \| 16:11 \| 3-е \| \| 1970 \| 9 \| 7 \| 2 \| 24:9 \| 9-е \| \| 1974 \| 11 \| 6 \| 5 \| 21:18 \| 9-е \| \| 1978 \| 9 \| 3 \| 6 \| 12:21 \| 11-е \| \| 2002 \| 5 \| 2 \| 3 \| 8:9 \| 13-е \| \| 2006 \| 9 \| 3 \| 6 \| 11:22 \| 15-е \| \| 2010 \| 11 \| 7 \| 4 \| 24:17 \| 9-е \| \| 2022 \| 10 \| 6 \| 4 \| 23:17 \| 7-е \| \| Всего \| 97 \| 57 \| 40 \| 199:154 \| \| |    | 1952: Катажина Вельсынг, Зофья Воевудзкая, Кристина Закаевская, Мирослава Закшевская, Клементина Зельнёк, Данута Йосько, Александра Кубяк, Халина Ожеховская, Халина Томашевская, Уршуля Фигвер, Кристина Хаец, Эмилия Щавиньская. Тренер — Зыгмунт Кржижановский. · 1956: Алиция Верс, Мария Голимовская, Ванда Зажицкая, Данута Йосько, Тереза Конопка, Данута Кордачук, Барбара Коцан-Земба, Изабелла Лаз, Халина Томашевская, Ванда Тумидаевич, Кристина Хаец-Влецял, Барбара Чечутко-Шпыт. Тренер — Зыгмунт Кржижановский. · 1962: Данута Зоховская, Мария Голимовская, Данута Кордачук, Кристина Крупа, Ядвига Марко, Юзефа Ледвиг, Мария Сливка, Халина Томашевская-Ленкевич, Кристина Хаец-Влецял, Кристина Чайковская, Барбара Чечутко-Шпыт, Кристина Якубовская. Тренер — Станислав Побурка. |    |         |       |
| Год | И  | В | П  | С/П     | Место |
| 1952 | 7  | 6 | 1  | 18:6    | 2-е   |
| 1956 | 11 | 8 | 3  | 28:13   | 3-е   |
| 1960 | 7  | 4 | 3  | 14:11   | 4-е   |
| 1962 | 8  | 5 | 3  | 16:11   | 3-е   |
| 1970 | 9  | 7 | 2  | 24:9    | 9-е   |
| 1974 | 11 | 6 | 5  | 21:18   | 9-е   |
| 1978 | 9  | 3 | 6  | 12:21   | 11-е  |
| 2002 | 5  | 2 | 3  | 8:9     | 13-е  |
| 2006 | 9  | 3 | 6  | 11:22   | 15-е  |
| 2010 | 11 | 7 | 4  | 24:17   | 9-е   |
| 2022 | 10 | 6 | 4  | 23:17   | 7-е   |
| Всего | 97 | 57 | 40 | 199:154 |       |

### Чемпионаты Европы
| \| Год \| И \| В \| П \| С/П \| Место \| \| ----- \| --- \| --- \| -- \| ------- \| ----- \| \| 1949 \| 6 \| 4 \| 2 \| 12:6 \| 3-е \| \| 1950 \| 5 \| 4 \| 1 \| 12:4 \| 2-е \| \| 1951 \| 5 \| 4 \| 1 \| 12:4 \| 2-е \| \| 1955 \| 5 \| 3 \| 2 \| 12:10 \| 3-е \| \| 1958 \| 9 \| 7 \| 2 \| 25:10 \| 3-е \| \| 1963 \| 8 \| 7 \| 1 \| 23:8 \| 2-е \| \| 1967 \| 9 \| 8 \| 1 \| 24:7 \| 2-е \| \| 1971 \| 7 \| 5 \| 2 \| 24:7 \| 2-е \| \| 1975 \| 7 \| 2 \| 5 \| 12:16 \| 6-е \| \| 1977 \| 7 \| 4 \| 3 \| 14:10 \| 4-е \| \| 1979 \| 7 \| 5 \| 2 \| 15:11 \| 8-е \| \| 1981 \| 7 \| 3 \| 4 \| 9:15 \| 5-е \| \| 1983 \| 7 \| 5 \| 2 \| 16:11 \| 9-е \| \| 1985 \| 7 \| 4 \| 3 \| 14:9 \| 7-е \| \| 1987 \| 7 \| 2 \| 5 \| 7:16 \| 11-е \| \| 1989 \| 7 \| 3 \| 4 \| 11:15 \| 9-е \| \| 1991 \| 5 \| 1 \| 4 \| 6:14 \| 9-е \| \| 1995 \| 5 \| 1 \| 4 \| 7:13 \| 9-е \| \| 1997 \| 7 \| 4 \| 3 \| 13:10 \| 6-е \| \| 1999 \| 5 \| 1 \| 4 \| 7:14 \| 8-е \| \| 2001 \| 7 \| 3 \| 4 \| 14:13 \| 6-е \| \| 2003 \| 7 \| 6 \| 1 \| 19:11 \| 1-е \| \| 2005 \| 7 \| 7 \| 0 \| 21:7 \| 1-е \| \| 2007 \| 8 \| 6 \| 2 \| 19:10 \| 4-е \| \| 2009 \| 8 \| 6 \| 2 \| 19:11 \| 3-е \| \| 2011 \| 4 \| 3 \| 1 \| 9:3 \| 5-е \| \| 2013 \| 4 \| 1 \| 3 \| 6:10 \| 11-е \| \| 2015 \| 5 \| 2 \| 3 \| 9:11 \| 8-е \| \| 2017 \| 4 \| 2 \| 2 \| 7:9 \| 10-е \| \| 2019 \| 9 \| 6 \| 3 \| 21:14 \| 4-е \| \| 2021 \| 7 \| 5 \| 2 \| 16:9 \| 5-е \| \| 2023 \| 7 \| 5 \| 2 \| 16:8 \| 5-е \| \| Всего \| 209 \| 129 \| 80 \| 442:327 \| \| |     | 1949: Ядвига Бжеснёвская, Зофья Воевудзкая, Ромуальда Грущиньская, Мирослава Закшевская, Эльжбета Куртз, Халина Ожеховская, Кристина Папрот, Мария Погожельская, Халина Томашевская, Ирена Флехнеровская, Уршуля Фигвер, Александра Энглисх. Тренер — Лотар Гейер. · 1950: Ядвига Бжеснёвская, Зофья Воевудзкая, Ромуальда Грущиньская, Мирослава Закшевская, Александра Кубяк, Халина Ожеховская, Мария Погожельская, Халина Томашевская, Эмилия Щавиньская, Александра Энглисх. Тренер — Казимеж Стрыхажевский. · 1951: Катажина Вельсынг, Зофья Воевудзкая, Александра Кубяк, Элжбета Куртз, Мария Погожельская, Халина Томашевская, Ирена Флехнеровская, Кристина Хаец, Эмилия Щавиньская, Александра Энглисх. Тренер — Зыгмунт Краус. · 1955: Ядвига Абисяк, Ванда Зажицкая, Данута Йосько, Мирослава Закшевская-Котула, Клементина Зельнёк, Тереза Конопка, Барбара Коцан-Земба, Ванда Тумидаевич, Кристина Хаец, Данута Хвалиньская, Барбара Чечутко. Тренер — Зыгмунт Кржижановский. · 1958: Мария Голимовская, Ванда Зажицкая, Мирослава Закшевская-Котула, Данута Кордачук, Ядвига Косткевич, Мария Панек, Ванда Полещук, Халина Томашевская-Ленкевич, Кристина Хаец-Влецял, Кристина Чайковская, Барбара Чечутко-Шпыт, Алиция Шевчик. Тренер — Збигнев Шпыт. · 1963: Мария Голимовская, Ядвига Доманьская, Данута Кордачук, Божена Кузьминьская, Кристина Крупа, Юзефа Ледвиг, Ядвига Марко, Мария Сливка, Кристина Чайковская, Зофья Щенсневская, Кристина Якубовская. Тренер — Станислав Побурка. · 1967: Халина Ашкелович, Ванда Веха, Кристина Крупа, Юзефа Ледвиг, Янина Плута, Эльжбета Пожец, Елена Сойчук, Барбара Хермель, Лидия Жмуда, Кристина Чайковская, Кристина Якубовская. Тренер — Бенедикт Крысик. · 1971: Халина Ашкелович-Войно, Целина Ашкелович, Малгожата Денисов, Мария Зауха, Кристина Карасиньская, Эльжбета Лежонь, Тереза Маловидзкая, Кристина Мёдушевская, Божена Модницкая, Барбара Мёнзек, Кристина Остроменцкая, Барбара Хермель-Немчик. Тренер — Зыгмунт Кржижановский. · 2003: Изабеля Белцик, Малгожата Глинка, Доминика Лесневич, Мария Ликторас, Иоанна Мирек, Агата Мруз, Малгожата Немчик, Анна Подолец, Александра Пшибыш, Дорота Свеневич, Катажина Сковроньская, Магдалена Слива. Тренер — Анджей Немчик. · 2005: Наталия Бамбер, Изабеля Белцик, Малгожата Глинка, Мариоля Зеник, Иоанна Мирек, Агата Мруз, Александра Пшибыш, Сильвия Пыця, Милена Роснер, Дорота Свеневич, Катажина Сковроньская, Магдалена Слива. Тренер — Анджей Немчик. · 2009: Наталия Бамбер, Анна Бараньская, Агнешка Беднарек, Изабеля Белцик, Анна Витчак, Катажина Гайгал, Мариоля Зеник, Иоанна Качор, Паулина Май, Дорота Пыкош, Милена Садурек, Александра Ягело. Тренер — Ежи Матляк. |    |         |       |
| Год | И   | В | П  | С/П     | Место |
| 1949 | 6   | 4 | 2  | 12:6    | 3-е   |
| 1950 | 5   | 4 | 1  | 12:4    | 2-е   |
| 1951 | 5   | 4 | 1  | 12:4    | 2-е   |
| 1955 | 5   | 3 | 2  | 12:10   | 3-е   |
| 1958 | 9   | 7 | 2  | 25:10   | 3-е   |
| 1963 | 8   | 7 | 1  | 23:8    | 2-е   |
| 1967 | 9   | 8 | 1  | 24:7    | 2-е   |
| 1971 | 7   | 5 | 2  | 24:7    | 2-е   |
| 1975 | 7   | 2 | 5  | 12:16   | 6-е   |
| 1977 | 7   | 4 | 3  | 14:10   | 4-е   |
| 1979 | 7   | 5 | 2  | 15:11   | 8-е   |
| 1981 | 7   | 3 | 4  | 9:15    | 5-е   |
| 1983 | 7   | 5 | 2  | 16:11   | 9-е   |
| 1985 | 7   | 4 | 3  | 14:9    | 7-е   |
| 1987 | 7   | 2 | 5  | 7:16    | 11-е  |
| 1989 | 7   | 3 | 4  | 11:15   | 9-е   |
| 1991 | 5   | 1 | 4  | 6:14    | 9-е   |
| 1995 | 5   | 1 | 4  | 7:13    | 9-е   |
| 1997 | 7   | 4 | 3  | 13:10   | 6-е   |
| 1999 | 5   | 1 | 4  | 7:14    | 8-е   |
| 2001 | 7   | 3 | 4  | 14:13   | 6-е   |
| 2003 | 7   | 6 | 1  | 19:11   | 1-е   |
| 2005 | 7   | 7 | 0  | 21:7    | 1-е   |
| 2007 | 8   | 6 | 2  | 19:10   | 4-е   |
| 2009 | 8   | 6 | 2  | 19:11   | 3-е   |
| 2011 | 4   | 3 | 1  | 9:3     | 5-е   |
| 2013 | 4   | 1 | 3  | 6:10    | 11-е  |
| 2015 | 5   | 2 | 3  | 9:11    | 8-е   |
| 2017 | 4   | 2 | 2  | 7:9     | 10-е  |
| 2019 | 9   | 6 | 3  | 21:14   | 4-е   |
| 2021 | 7   | 5 | 2  | 16:9    | 5-е   |
| 2023 | 7   | 5 | 2  | 16:8    | 5-е   |
| Всего | 209 | 129 | 80 | 442:327 |       |

### Кубок мира
- 2003 — 8-е место
- 2007 — 6-е место

### Большой чемпионский Кубок
- 2005 — 4-е место

### Гран-при
- 2004 — 8-е место
- 2005 — 7-е место
- 2006 — 12-е место
- 2007 — 6-е место
- 2008 — 10-е место
- 2009 — 7-е место
- 2010 — 6-е место
- 2011 — 10-е место
- 2012 — 8-е место
- 2013 — 15-е место
- 2014 — 16-е место
- 2015 — 14-е место
- 2016 — 14-е место
- 2017 — 13-е место

### Лига наций
- 2018 — 9-е место
- 2019 — 5-е место
- 2021 — 11-е место
- 2022 — 13-е место
- 2023 — 3-е место
- 2024 — 3-е место
- 2025 — 3-е место

### Европейские игры
- 2015 — 2-е место

## Тренеры
- 1948 — Валентий Клышейко
- 1948—1949 — Ромуальд Виршилло
- 1949—1950 — Лотар Гейер
- 1950—1951 — Казимеж Стрыхажевский
- 1951 — Зыгмунт Краус
- 1951—1954 — Зыгмунт Кржижановский
- 1954—1955 — Луцьян Тышецкий
- 1955—1957 — Зыгмунт Кржижановский
- 1957—1959 — Збигнев Шпыт
- 1959—1961 — Ежи Шевчик
- 1961—1962 — Станислав Мазур
- 1962—1965 — Станислав Побурка
- 1965—1970 — Бенедикт Крысик
- 1970—1971 — Гвидон Гроховский
- 1971—1974 — Зыгмунт Кржижановский
- 1974—1975 — Адам Желязный
- 1975—1978 — Анджей Немчик
- 1978—1980 — Хуберт Вагнер
- 1980—1981 — Станислав Побурка
- 1981—1984 — Анджей Дульский
- 1984—1986 — Ежи Матляк
- 1986—1989 — Ян Рысь
- 1989 — Януш Бадора
- 1989—1994 — Эдвард Суперлак
- 1994—1995 — Тадеуш Хойнацкий
- 1995—1996 — Лешек Пясецкий
- 1996—2000 — Ежи Скробецкий
- 2000—2003 — Збигнев Кржижановский
- 2003—2006 — Анджей Немчик
- 2006—2007 — Иренеуш Клос
- 2007—2008 — Марко Бонитта (Италия)
- 2009—2010 — Ежи Матляк
- 2011 — Веслав Попик
- 2011—2012 — Алойзий Свидерек
- 2013—2015 — Пётр Маковский
- 2015—2021 — Яцек Навроцкий
- С 2022 года — Стефано Лаварини (Италия)

## Лидеры по количеству матчей
По состоянию на начало 2017 года
| Игрок                 | Годы выступлений | Матчи |
| --------------------- | ---------------- | ----- |
| Магдалена Слива       | 1990—2007        | 359   |
| Дорота Свеневич       | 1991—2009        | 325   |
| Изабеля Белцик        | 1999—2016        | 322   |
| Мариоля Зеник         | 2001—2014        | 295   |
| Катажина Сковроньская | 2003—2016        | 288   |
| Малгожата Глинка      | 1996—2014        | 286   |
| Александра Ягело      | 2000—2016        | 286   |
| Тереса Ворек          | 1984—1995        | 273   |
| Милена Роснер         | 2000—2008        | 260   |
| Малгожата Немчик      | 1989—2006        | 244   |
| Барбара Маковская     | 1987—1995        | 236   |
| Иоанна Мирек          | 1996—2007        | 234   |
| Кристина Чайковская   | 1955—1968        | 228   |
| Юзефа Ледвиг          | 1959—1970        | 216   |
| Божена Валёх          | 1978—1989        | 206   |

| Игрок                    | Годы выступлений | Матчи |
| ------------------------ | ---------------- | ----- |
| Анна Косек               | 1982—1991        | 195   |
| Эва Ковальковская        | 1994—2002        | 191   |
| Милена Радецкая          | 2007—2013        | 190   |
| Уршуля Сталя             | 1991—1997        | 189   |
| Иоланта Щигельская       | 1978—1985        | 186   |
| Тереса Рыхлицкая-Каспшик | 1972—1979        | 184   |
| Мария Голимовская        | 1955—1966        | 182   |
| Тереса Маловидзкая       | 1969—1978        | 181   |
| Катажина Зубель          | 1989—1995        | 180   |
| Халина Ашкелович         | 1965—1973        | 177   |
| Мария Зауха              | 1971—1978        | 174   |
| Мажена Ханыжевская       | 1982—1987        | 173   |
| Мария Ликторас           | 2003—2008        | 173   |
| Барбара Хермель-Немчик   | 1964—1976        | 172   |
| Анна Мирос               | 2002—2015        | 171   |

## Текущий состав
Заявка сборной Польши на чемпионат Европы-2023
| 14                                | Иоанна Волош          | 07.04.1990 | 181 | «Имоко»      |
| 26                                | Катажина Венерская    | 09.03.1993 | 180 | «Девелопрес» |
| Диагональные                      |                       |            |     |              |
| 7                                 | Моника Галковская     | 06.04.1996 | 188 | «Радомка»    |
| 9                                 | Магдалена Стысяк      | 03.12.2000 | 203 | «Фенербахче» |
| Доигровщицы                       |                       |            |     |              |
| 10                                | Моника Федусьо        | 06.11.1999 | 181 | «Хемик»      |
| 11                                | Мартина Лукасик       | 26.11.1999 | 190 | «Хемик»      |
| 22                                | Вероника Шлаговская   | 29.11.2001 | 188 | «Девелопрес» |
| 30                                | Оливия Ружаньская     | 05.06.1997 | 184 | «Бергамо»    |
| Центральные блокирующие           |                       |            |     |              |
| 5                                 | Агнешка Корнелюк      | 17.10.1994 | 199 | «Хемик»      |
| 6                                 | Камиля Витковская     | 02.12.1991 | 191 | ЛКС          |
| 27                                | Иоанна Пацак          | 09.06.1996 | 187 | «Сталь»      |
| 95                                | Магдалена Юрчик       | 28.10.1995 | 183 | «Девелопрес» |
| Либеро                            |                       |            |     |              |
| 1                                 | Мария Стензель        | 25.11.1998 | 167 | «Радомка»    |
| 12                                | Александра Щигловская | 22.03.1998 | 172 | «Девелопрес» |
| Главный тренер — Стефано Лаварини |                       |            |     |              |